# Xylopachygaster japonica
Xylopachygaster japonica är en tvåvingeart som först beskrevs av Miyatake 1965.  Xylopachygaster japonica ingår i släktet Xylopachygaster och familjen vapenflugor. Inga underarter finns listade i Catalogue of Life.